# 鈴木まり
鈴木 まり（すずき まり）は、日本のカウンセラー、セラピスト、著述家。
心理学・東洋医学・福祉・女性性の悩みを専門とし、サロン経営、カウンセリング、執筆業に取り組む。
日本女性ヘルスケア協会長、株式会社ロサ代表取締役、アーユルヴェーダサロンROSA・ジョホレッチスタジオ主宰。

## 略歴
明星大学人文学部心理教育学科 学士、東北文化学園専門学校 福祉心理科卒業。2003年起業。

## 著作

### 単著
- 更年期で人生を好転させる 体と心のセルフマネジメント: 東洋医学×心理学から導き出した 更年期をポジティブに楽しむためのバイブル (美人力PLUS) （Gakken 2023/7/24）ISBN 978-4058020999
- 子宮とくびれを強化する春画ヨガ[3]（飛鳥新社 2021年）ISBN 978-4864108225
- 膣ヨガ[4]（宝島社 2020年） ISBN 978-4299003751
- カーマスートラヨガ[5]（KADOKAWA 2019年）ISBN 978-4046045195
- 48手ヨガ～江戸遊女に学ぶ女性ホルモンと体力活性法[6]（駒草出版 2018年）ISBN 978-4909646071

### 共著
- 免疫力が上がるリンパマッサージ[7]（宝島社　2020年）ISBN 978-4299005038

### 海外出版

#### 48手ヨガ
- 48手瑜伽～江戸花魁不外傅的性愛保養法～（48手ヨガ中国版繁体字）[8]（三采文化股份有限公司 2020年）ISBN 9789576583193
- 요가 소녀경（48手ヨガ韓国版）[9]（북스타(Bookstar)   2020年）ISBN 9791188768257

#### カーマスートラヨガ
- 慾經瑜珈：陰部緊實運動！瘦身也能助眠　(カーマスートラヨガ繁体文字）[9]（台湾角川 2020年）ISBN 9789865242046

## 映像作品
- ジョホレッチ3 ON&OFF- Action！  (EAN 4582360410218 )
  - ユザーン（タブラ＆カンジーラ）、HOZE（ボーカル）音楽参加
- ジョホレッチ2 ON&OFF DVD2枚組　(EAN 4571559380012)
  - みどりん(ドラム)＆秋田ゴールドマン（ベース）by　SOIL＆”PIMP”SESSIONS、HOZE（ボーカル）音楽参加
- ジョホレッチ1 DVD&BOOK (EAN  4571559380012)

## 著作以外の対外活動等

### 学会活動
- 日本アーユルヴェーダ学会会員
- 国際浮世絵学会会員

### ジョホレッチ
心理学（脳科学含）・東洋医学・福祉学の知見に基づき、女性ホルモンを活性化するストレッチ運動のプログラム「ジョホレッチ」を開発している。